# 印控喀什米爾獨立運動時期的強姦
印控喀什米爾獨立運動時期的強姦，指的是印控克什米爾獨立運動期间发生的一系列強姦事件。自從1988年查謨和克什米爾發生叛亂以來，強姦成为印度安全部隊——包括印度陸軍、中央後備警察部隊和邊境安全部隊——打击克什米爾人的一種戰爭武器。印度國家軍隊對克什米爾穆斯林婦女的多次強姦通常被忽視。在衝突中，許多婦女已成為強姦和性侵犯的受害者。 根據學者西瑪·卡齊（Seema Kazi）的說法，分離主義激進分子在某種程度上也犯下了強姦罪，儘管其規模與印度國家軍的強姦犯不相上下。
在克什米爾衝突的歷史上也曾發生過大規模強姦事件，其中包括多格拉部隊以及印度教和錫克教暴徒實施的強姦，以及1947年沖突爆發時巴基斯坦武裝部落成員實施的強姦。

## 报道案例

### 印度安全部队
- 索波雷（1990年）：1990年6月26日，一名来自贾米尔·卡德雷姆（Jamir Qadeem，索波雷的县）的24岁妇女遭到边境安全部队（BSF）士兵轮奸。当年7月，索波雷的警察对边境安全部队进行了起诉。[11]
- 阿纳恩特纳格（1990年）[11]：1990年5月18日，一名新娘从婚宴前往丈夫家的途中被边境安全部队士兵拘留和强奸，她怀孕的姑妈也被强奸。安全部队开火打死一人，打伤若干人。[12]
- 香波拉（Chhanpora，1990年）：3月7日，中央后备警察部队（CRPF）突袭了香波拉地区的几所房屋。 在突袭期间，许多妇女被强奸。“克什米尔倡议委员会”于1990年3月12日至16日访问了该山谷，会见了受害者。强奸受害者努拉（Noora，24岁）被来自CRPF的20名男子强行拖出厨房并强奸，她的嫂子赛纳（Zaina）也被强奸。强奸受害者还目睹了两名未成年女孩被猥亵。[13]
- 芭芭莎（Barbar Shah，1991）：一名精神病老妇在斯利那加被安全部队强奸。[14]
- 库南·波什波拉（英语：Kunan Poshpora incident）（1991年）：1991年2月23日，印度军在两个村庄发起了搜查和审讯行动。士兵们轮奸妇女，受害者人数估计在23到100人之间。[15]

### 激进分子
- 1990年3月，一名BSF检查员的妻子被绑架、拷打和轮奸了许多天。然后她四肢骨折的遗体被遗弃在路上。[16]:64
- 1990年4月14日，来自斯利那加克什米尔医学科学研究所（英语：Sher-i-Kashmir Institute of Medical Sciences）的一名克什米尔潘迪特护士被轮奸然后殴打致死。查谟和克什米尔解放阵线（英语：Jammu Kashmir Liberation Front）（JKLF）对这起犯罪事件负责，指控这名女子向警方报告医院里有武装分子。[17][18]
- 1990年6月6日，政府女子高中的一名实验室助理被绑架和轮奸了许多天。然后她在一家锯木厂被切成薄片。[19]
- 另一名妇女与她的丈夫在索波雷被绑架。在两人于1990年11月被杀害之前，她被轮奸了好几天。[20]
- 1990年5月5日，一名穆斯林少女被查谟和克什米尔解放阵线（英语：Jammu Kashmir Liberation Front）的法鲁克·艾哈迈德·达尔（英语：Farooq Ahmed Dar）拷打两天，轮奸和枪杀。[21]